# Siikajoki

Vị trí của Siikajoki

Siikajoki là một đô thị of Phần Lan. Đô thị này nằm ở tỉnh Oulu trong vùng Bắc Ostrobothnia. Đô thị này có dân số 5.823 người (2008) với diện tích là 1651 km² trong đó có 9,94 km² là diện tích mặt nước. Mật độ dân số là 5,57 người trên mỗi km². Đô thị này chỉ sử dụng tiếng Phần Lan.
Đô thị này gồm 3 đô thị Paavola và Revonlahti được sáp nhập vào đô thị Ruukki năm 1973, và đô thị Siikajoki được thành lập năm1868..